# Bolesław Bartoszek
Bolesław Bartoszek (ur. 9 kwietnia 1919, zm. 21 czerwca 2015) – polski działacz państwowy, podsekretarz stanu w Ministerstwie Górnictwa i Energetyki, honorowy członek Towarzystwa Gospodarczego Polskie Elektrownie.
W 1974 otrzymał krzyż Wielkiego Oficera I Klasy Odznaki Honorowej za Zasługi dla Republiki Austrii, a w 1969 Order Sztandaru Pracy II klasy.

## Życiorys
W okresie PRL był pracownikiem Południowego Okręgu Energetycznego, a następnie piastował szereg stanowisk ministerialnych, w tym podsekretarza stanu w Ministerstwie Górnictwa i Energetyki. W 2014 roku został wyróżniony Medalem im. prof. Jana Obrąpalskiego.

## Publikacje wybrane
- Biogaz - wytwarzanie i wykorzystanie (wspólnie z Gerardem Buraczewskim), Państwowe Wydawnictwo Naukowe, Warszawa 1990 ISBN 83-01-09534-2
- Rozwój energetyki w Polskiej Rzeczypospolitej Ludowej, Wydawnictwa Naukowo-Techniczne, Warszawa 1970